# Kukukukuk
A kukukukuk, más néven anguk vagy angák Pápua Új-Guinea őslakói közé tartoznak.
Egy nehezen megközelíthető, hegyvidéki területen élnek Új-Guinea szigetén. Bár termetük kicsi, régebben a térség egyik legharciasabb és legkegyetlenebb népének számítottak, de ma már barátságosak. Sokáig bizalmatlanok voltak az idegenekkel szemben, a közeli törzsi területek ellen pedig véres rajtaütéseket vezettek, nevük puszta említése is gyakran félelmet ébresztett más törzsek lakóiban. 1967-ben az ausztrál hadsereg katonáinak egy csoportja expedíciót indított a kukukukuk területére azzal a szándékkal, hogy elnyerjék az őslakók barátságát. Aseki faluba érkezve a gyerekeknek édességet osztogatva a felnőttek bizalmát is hamarosan elnyerték, így azok elvegyültek a katonák között, érdeklődéssel figyelve puskáikat és összehasonlítva azokat saját fegyvereikkel.
Népük 12 klánra tagozódik, ezek közül 5 nagyobb, 7 kisebb. Hitük szerint az egész emberiség egy olyan területről ered, amely ma Menyamya körzetben található. Az 5 nagyobb kukukuku klán (kaintiba, nanima, közép-aseki, kariba-divea, és Kapau-menti kukukukuk) valóban innen származik. A Kapau-mentiek lélekszáma 87 000 fő, 99%-uk keresztény. Őseik az Aakeanga néven említett istenben hittek. A törzs tagjai keményen dolgoznak, már a hatéves gyermekek is részt vesznek a fizikai munkákban.

## Kultúra, szokások
A kukukukuk nagyon jó íjászok, és jellegzetes, négyágú csillagot formázó fejű kőbuzogányaik vannak. Fő élelmük az édesburgonya, táróval és levélzöldségekkel kiegészítve. Állati eredetű fehérjét nem vagy csak nagyon kis mennyiségben fogyasztanak.
Jellegzetes a halálhoz való hozzáállásuk és a holttestekkel kapcsolatos szokásaik. Közeli hozzátartozójuk halálát gyászolva gyakran sárgás vagy fehéres agyaggal kenik be saját arcukat és testüket, és bizonyos területeken nehéz, Jób könnye növényből készült pártákat viselnek, amelyeket egyesével távolítanak el, amíg véget ér a gyászidőszak. Egyik, a külvilág számára legbizarrabbnak tűnő, mind a tudósok, mind a filmkészítők érdeklődését felkeltő szokásuk a halottak testének megfüstölése és vörös agyaggal való bekenése volt. Az Aseki körzetben ma is több tucatnyi helyen fellelhetők ilyen füstölt múmiák, bár legtöbbük lelőhelye mostanra feledésbe merült. A szokás eredete is bizonytalan, legtöbbször csak olyan szóbeszédek terjednek róla, amelyek valószínűleg nem is igazak. Még a helyiek is különböző történeteket mesélnek ugyanarról. Az bizonyos, hogy az első beszámolót ilyen füstölt múmiákról 1907-ben készítette Charles Higginson brit felfedező, de van, aki úgy tudja, a szokás csak az első világháború után kezdődött, amikor (számukra ellenségesnek tűnő) keresztény hittérítők érkeztek a területre, és csak egy nemzedékkel később ért véget a múmiafüstölés, amikor már egy újabb csoport hittérítő elterjesztette közöttük a keresztény vallást. Mások szintén a hittérítőkhöz kötik a szokás megszűnését, konkrétan az 1949-es évhez, viszont ők azt állítják, előtte évszázadokig zajlott.
Arról is eltérnek a vélemények, hogy a kukukukuk körében előfordult-e a kannibalizmus. Higginson 1907-es említése szerint igen, mert a holttestfüstöléskor előszeretettel elfogyasztották a halott belső szerveit, mások viszont azt állítják, soha nem volt jellemző. A 20. században a múmiákról készült majdnem minden leírás megemlíti, hogy a halottak testzsírját később ételeik elkészítéséhez használták fel, de van, aki ezt csak „a fehér ember hazugságának” tartja.